# Anne-Rose Gattorno
Anne-Rose Gattorno, au siècle Rosa Maria Benedetta (Gênes, 14 octobre 1831 - 6 mai 1900, Rome) est une religieuse italienne, fondatrice de la congrégation des Filles de Sainte Anne. Elle est vénérée comme bienheureuse par l'Église catholique. 

## Biographie
Rosa Maria Benedetta Gattorno est née en 1831 dans une famille d'armateurs génois. 
Elle épouse Gerolamo Custo qui mourra cinq ans après le mariage, et dut s'occuper seule de l'éducation de ses trois fils. En 1866, elle obtient du pape Pie IX la permission de fonder une congrégation religieuse dédiée à l'assistance des plus nécessiteux et des malades. Après avoir donné naissance à la congrégation des Filles de Sainte Anne, elle prit l'habit religieux sous le nom de sœur Anne-Rose, et ne cessa de développer son institut et de former ses sœurs dans la charité jusqu'à sa mort.

## Béatification et canonisation
- 1927 : introduction de la cause en béatification et canonisation
- 21 décembre 1998 : le pape Jean-Paul II lui attribue le titre de vénérable
- 9 avril 2000 : béatification célébrée Place Saint-Pierre, à Rome, par le pape Jean-Paul II

Fête liturgique fixée au 6 mai.